# 高原犁头尖
高原犁头尖（学名：Typhonium diversifolium）是天南星科犁头尖属的植物。分布于锡金、柬埔寨、尼泊尔、不丹、缅甸以及中国大陆的云南、四川、西藏等地，生长于海拔3,300米至3,700米的地区，见于草坝、地边以及高山草地，目前尚未由人工引种栽培。